# 茶引法
茶引是中國古代的一種販賣茶叶的許可證，宋代始設有茶引與鹽引，明、清兩朝沿用。
北宋時，蔡京發明茶引法，茶商在缴纳茶税之後，可以获得茶叶专卖的許可證，稱之茶引。“茶引”又分“长引”和“短引”，长引限期一年，短引期限为三个月。南宋、元、明朝皆沿用茶引制。清代乾隆時，改茶引制为引岸制。